# It's The Dubliners
It's The Dubliners er et opsamlingsalbum med The Dubliners udgivet i 1969.
Albummet indeholder tidligere udgivet materiale fra de to tidligere albummer The Dubliners with Luke Kelly og In Concert samt to EP'er Mainly Barney og More of The Dubliners.
Det blev udgivet af Hallmark, men alt materialet er oprindeligt produceret med Transatlantic Records.
De medvirkende er Ronnie Drew, Luke Kelly, Barney McKenna, Ciaran Bourke, John Sheahan og Bobby Lynch.

## Spor

### Side Et
1. "Master McGrath"
2. "Walking in the Dew" (fejlagtigt navngivet "Waltzing in the Dew")
3. "The Cook in the Kitchen"
4. "Boulavogue"
5. "Reels – Sligo Maid/Colonel Rodney"

### Side To
1. "Peggy Lettermore"
2. "Preab San Ól"
3. "I'll Tell Me Ma"
4. "The Mason's Apron"
5. "The Woman from Wexford"